# استفانی مورگان
استفانی مورگان (انگلیسی: Stefani Morgan؛ زاده ۳۱ اکتبر ۱۹۸۵) یک بازیگر پورنوگرافی اهل ایالات متحده آمریکا است.